# Evolvulus siliceus
Evolvulus siliceus är en vindeväxtart som beskrevs av Nathaniel Lord Britton och P. Wils. Evolvulus siliceus ingår i släktet Evolvulus och familjen vindeväxter. Inga underarter finns listade i Catalogue of Life.